# 下山武徳
下山 武徳（しもやま たけのり、1965年11月12日- ）は、日本のボーカリスト。通称「アニキ」。

## 略歴
1992年、ANDROGENUS加入。
1993年、ANDROGENUS　第4回、BSヤングバトル北海道大会で審査員特別賞受賞。
1994年、ANDROGENUS脱退、MOLD RUST結成。NHKホールで行われた第5回BSヤングバトル全国大会で準グランプリを獲得。受賞曲「SINGER」。1995年、MOLD RUST解散、DIALL加入。
1996年、DIALL脱退、SABER TIGER『PROJECT ONE』の仮唄を担当。
1997年、SABER TIGERに正式加入。
1998年、『BRAIN DRAIN』で徳間ジャパンコミュニケーションズよりメジャー・デビュー。札幌市芸能赤十字奉仕団50年記念ソングを製作し、感謝状を授与される。
2000年、島紀史と共にDOUBLE DEALER結成。紛争地の人々と触れ合ってみたいという長年の夢を実現させレバノンへと赴く。
2001年、1 - 3月期『フジリコ』エンディングテーマに「VAGUE BLESS YOU」。アニメ『はじめの一歩』エンディングテーマに「ETERNAL LOOP」。第一回横浜カップ（ボクシング）、横浜文化体育館にて国歌斉唱。
2002年、SABER TIGER脱退、SIXRIDE 結成。DOUBLE DEALER休止。
2003年、FM NORTH WAVEで番組『Ride on SIXRIDE』を持つ。
2004年、ロッキンf誌にてコラム連載開始「日々ロッキン'life」。SIXRIDE 活動休止。
2005年、DOUBLE DEALER再始動。2007年、DOUBLE DEALER解散。
2008年、札幌のラジオ局 FM白石にて番組『下山武徳のバカで上等!!』がスタート。梶山章とユニットを組む。SUPER TIGER名義で6年ぶりにSABER TIGERを披露。札幌、東京の二夜限定でライヴを行う
2009年、SSGハートランド25周年記念企画ライブに出演。札幌のラジオ局FMアップルにて番組『Rockin'　Garden』スタート。前年のSUPER TIGERに続き、SABER TIGER PROJECT名義で札幌+東名阪ツアーを行う。日舞・嘉門流の宗家家元嘉門衛信のチャリティーショー衛信夏祭りに日舞とのコラボで出演。
2010年、新生SABER TIGER（32期）始動。
2011年、東日本大震災が起こったわずか2週間後に、4tトラックに支援物資を積み込み、被災地の岩手県大槌町へ赴く。
2012年、Zepp Sapporoにて Hammer Ball2012 主催。SABER TIGERのアルバム『Messiah Complex』の製作に当たり、前作『Dicisive』同様にミックス及びマスタリングを手懸けたトミー・ニュートンの作業に立ち会う為、ドイツへ赴く。12月24日、SABER TIGER ファン感謝祭に SIXRIDE が出演。これを機に新ギタリスト織田圭輔が加入。活動再開。
2013年、PENNY LANE 24にて Hammer Ball2013 主催。アメリカ・テキサス州ガルベストンで行われた世界的アニメ／ゲーム・コンベンションOni-con 2013にSABER TIGERがライヴ出演。DUCE SAPPORO にて SAPPORO BAND OF THE YEAR 2013 主催。
2014年、Zepp Sapporoにて Hammer Ball2014 主催。DUCE SAPPORO にて SAPPORO BAND OF THE YEAR 2014 主催。
2015年、DUCE SAPPORO にて Hammer Ball ～Acoustic～ 主催。7月25日、ANTHEM30th ANNIVERSARY / Prologue 3 HEAD STRONG FES. にてDOUBLE DEALERが一夜限りの再結成で出演。Zepp Sapporoにて Hammer Ball2015 主催。DUCE SAPPORO にて SAPPORO BAND OF THE YEAR 2015 主催。
2016年、RAINBOWが1977年に行った伝説のミュンヘン公演を再現するスペシャル・ライヴのメンバーとして、東京、大阪、札幌で熱演。メンバーはGt.梶山章、Ba.長谷川淳、Dr.本間大嗣、Key.永川敏郎、ソウル市朝浦区 All of Rock にて、SABER TIGER初の韓国公演・ヨーロッパ進出。オランダのアルメレ Poppodium De Meester と、ベーフェルウェイク Club Asgardにて公演。SABER TIGERが、オランダに本拠地を置く新興レコード会社 Into The LimeLight Records と、欧州テリトリーにおける独占契約を締結。Shinjyuku BLAZEにて開催されたSABER TIGER主催 牙音act.1 に於いて、全面的に主催の指揮を執る。PENNY LANE 24にて Hammer Ball2016 主催。DUCE SAPPORO にて SAPPORO BAND OF THE YEAR 2016 主催。
2017年、CLUB CITTA'にて開催されたSABER TIGER主催 牙音act.2 に於いて、全面的に主催の指揮を執る。PENNY LANE 24にて Hammer Ball2017 主催。KRAPS HALLにて SAPPORO BAND OF THE YEAR 2017 主催。
2018年、SABER TIGER初の本格的な東ヨーロッパツアー『EASTERN EUROPE DEVASTATION TOUR 2018』。ウクライナ、ロシア、ラトビア、リトアニアにて、全12公演を遂行。PENNY LANE 24にて Hammer Ball2018 主催。
2019年、前年に続きSABER TIGER二度目となる東ヨーロッパツアー『BALTIC BASH 2019』を慣行。ラトビア、リトアニア、エストニアにて公演。エストニアでは、国内で最も古い歴史を誇る老舗野外メタル・フェスティバル『HARD ROCK LAAGER 2019』に出演。PENNY LANE 24にて Hammer Ball2019 主催。
2020年、アルバム『WAY OF LIFE』発売記念SPECIAL LIVE 『下山武徳的夜会in 東京』開催。ゲストミュージシャン：山本恭司・木下昭仁・田中康治・青柳慎太郎。ライブペインティング：吉川龍。
2021年、Zepp Sapporoにて 『HAMMER BALL presents SABER TIGER 40th Anniversary 大牙虎祭』 主催。
2022年、岡山のライブハウスCRAZEMAMA KINGDOMにて行われた『KINGDOM STARS再現ライブ』出演。コロナ禍の苦境からライブハウスを救うために制作された応援ソングCD『KINGDOM STARS』の参加ミュージシャンたちが集結し開催された。神戸チキンジョージにて『下山武徳的大誕生祭』開催。
2023年、六本木BAUHAUSにて『下山武徳的大誕生祭』開催。　
2024年、EX THEATER ROPPONGIにて開催された『BURRN!創刊40周年記念　リッチーブラックモア トリビュート･コンサート』に出演。メンバーはGt.梶山章、Ba.長谷川淳、Dr.本間大嗣、Key.永川敏郎

## 人物
影響を受けたシンガーに人見元基、森川之雄、山田雅樹、ロニー・ジェイムス・ディオ等を挙げる。
1998年、SABER TIGERの『BRAIN DRAIN』でメジャー・デビュー後、バンド、ユニット、ソロ等、形態は違えど、毎年メジャー・レーベルからコンスタントに作品を発表。SABER TIGER、DOUBLE DEALER、SIXRIDE等のバンド形態では、かなりの量のツアーをこなしていたが、近年、独りで弾き語る「夜会ツアー」でも、1年に数回日本中を周り、各地のファンとの触れ合いを大切にしている。高知の「土佐のおきゃく2008」、広島の「フラワー・フェスティバル」等、各方面からイベントに招聘される。地元札幌での活動も重視し、春夏秋冬に開催される「タイラー・フェスト」等、様々な企画に参加する。1998年、札幌市芸能赤十字奉仕団50年記念ソングを製作し感謝状を授与され、2008年には札幌市芸能赤十字奉仕団60周年記念祝賀会にて司会を務める等、音楽を通じてボランティア活動にも力を入れている。2013年、被災地への物資輸送支援活動等の功績が讃えられ、日本赤十字社銀色有功章を授与される。2006年からは養護学校への慰問公演を行う。落語好きが高じ、2010年より不定期に「兄貴寄席」を開催。「南亭骨太（なんていこった）」名で高座に上がる。2010年の札幌マラソン出場を機に、年に1、2度のペースでマラソン大会にも出場。音楽活動としては、自らステージに上がるだけでなく、様々な音楽イベントの主催を手掛ける。
- 2007年～ANIKI NIGHT
- 2012年～HAMMER BALL
- 2013年～ BAND OF THE YEAR
- 2016年～牙音
- 2017年～NEXT DOOR

SABER TIGER及びソロ活動以外は、以下のバンドやユニットの活動、及び様々なミュージシャンとのツアーやイベントを通して道内及び道外にて精力的にライブを行っている。※2024年現在
- SIXRIDE
- ANDROGENUS
- TAKE&ASUKA
- 汁SOUP（Gt.木下昭仁、Ba.浅野隼人、Dr.向山テツ）
- 柴田直人PROJECT（Gt.島紀史、Ba.柴田直人、Dr.礒田良雄）
- 兄貴夢（Gt.田中康治、Ba.浅野隼人、Dr.MAD大内）
- 焼酎ロック（Gt.大木NAO也、Ba.寺沢功一、Dr.向山テツ）
- METALIC SPIN（Vo.ゲザン・サツポーロとして参加）
- ROCK THE MOUNTAIN（Gt.梶山章、Ba.臼井OZMA孝文、Dr.高橋ロジャー和久、Key.清水賢治）
- ゴムパッチンブルドーザー（Gt.小林信一、Dr.礒田良雄、Ba.浅野隼人）
- MASSIMO（Dr.Vo.MAD大内）
- HELLVOICE HELLGUITAR（Gt.石原SHARA愼一郎）
- Rock on Brain（Gt.石原SHARA愼一郎、Ba.臼井OZMA孝文、Dr.高橋ロジャー和久）
- SOLIDBACKER（Gt.田中康治、Ba.三瓶朋大、Dr.工藤丈輔）
- 80's Rock'n Roll Circus（Gt.原田喧太、Ba.松本慎二、Dr.高橋ロジャー和久）
- 北の酒場-S（焼酎ドランカーズ）（Gt.江口正祥、Ba.松本慎二、Dr.向山テツ）
- MOREROCK HEAD（Gt.KENTARO、Ba.小笠原義弘、Dr.桐田勝治）
- 下山JET （Gt.横関敦）
- 下山永川project（Key.永川敏郎）
- 山本恭司
- 西田昌史
- 山下昌良
- 原田喧太
- 田川ヒロアキ

## ディスコグラフィー
- メジャー・デビュー以前、MOLD RUST名義で『SINGER』を自主制作。完売。
- 1998年
  - 2月21日　SABER TIGER　『BRAIN DRAIN』（徳間ジャパンコミュニケーションズ）
  - 9月23日　SABER TIGER　『PARAGRAPH 3』（徳間ジャパンコミュニケーションズ）
- 1999年
  - 6月23日　柴田直人プロデュースのアルバムに2曲参加『STAND PROUD!2』（エイベックス）
- 2000年
  - 6月21日　DOUBLE DEALER　1stアルバム『Double Dealer』（VAP／オリコンアルバムチャート初登場30位）秋頃欧州全域で『Double Dealer』リリース
  - 12月 6日　下山武徳　初のソロアルバム『ACOUSTIC〜always live on』（VAP）
- 2001年
  - 1月24日　SABER TIGER　『Saber Tiger』（VAP）
  - 2月21日　SABER TIGER　ベストアルバム『THE HISTORY OF THE NEW WORLD〜凶獣伝説』（VAP）
  - 5月16日　DOUBLE DEALER　2ndアルバム『DERIDE ON THE TOP』（VAP／オリコンアルバムチャート初登場26位）
  - 11月21日　SABER TIGER　マキシ・シングル『ETERNAL LOOP』（VAP）
- 2002年
  - 3月13日　SABER TIGER　『F.U.S.E.』（VAP）
  - 12月11日　SABER TIGER　オムニバスアルバム『STAND PROUD!3』（エイベックス）
- 2003年
  - 4月23日　SABER TIGER　『LIVE 2002 NOSTALGIA』LIVE CD、LIVE DVD（VAP）
  - 10月 1日　SIXRIDE　1stアルバム『TICKET TO RIDE』（ヤマハミュージックコミュニケーションズ）
- 2004年
  - 4月 7日　COZY MURAKAMI PROJECT COZY POWELLトリビュート・アルバムに3曲参加『SOUL BOUND』（キングレコード）
  - 10月30日　SIXRIDE　2ndアルバム『SIXRIDE』（ヤマハミュージックコミュニケーションズ）
- 2005年
  - 8月 3日　DOUBLE DEALER　3rdアルバム『FATE & DESTINY』（VAP）
- 2006年
  - 2月22日　DOUBLE DEALER　LIVE CD『FATE & DESTINY TOUR 2005 LIVE IN OSAKA』（VAP）
  - 3月15日　DOUBLE DEALER　LIVE DVD『FATE & DESTINY TOUR 2005 LIVE IN TOKYO』（VAP）
  - ライブ会場限定販売 シングル『Singer』（ヤマハミュージックコミュニケーションズ）
  - 9月13日 2枚目のソロアルバム『SINGER』（ヤマハミュージックコミュニケーションズ）
- 2007年
  - 4月25日　DOUBLE DEALER　『DESERT OF LOST SOULS』（VAP）
- 2008年
  - 6月18日　AKIRA KAJIYAMA & TAKENORI SHIMOYAMA　『INTO THE DEEP』（ビクターエンタテインメント）
- 2009年
  - 4月 8日　アコースティックマキシシングル4部作 第一弾 『一期一会〜地〜』（AQUA CUBE Records）
  - 7月22日　アコースティックマキシシングル4部作 第二弾 『白い軌跡〜水〜』（AQUA CUBE Records）
  - 11月25日　アコースティックマキシシングル4部作 第三弾 『焔の鳥〜火〜』（AQUA CUBE Records）
- 2010年
  - 3月24日　アコースティックマキシシングル4部作 第四弾 『風音舞う〜風〜』（AQUA CUBE Records）
  - 6月  下山武徳的夜会集DVD『ひとりうた』
- 2011年
  - 4月27日　YUHKINEN（GALNERYUS、ALHAMBRA、ARK STORM）のソロ・アルバムに1曲参加『FAR BEYOND THE SEVEN SEAS』
  - 8月 3日　SABER TIGER　『Dicisive』（クラウン徳間ミュージック販売）
  - 12月28日　SABER TIGER　『PARAGRAPH IV』（クラウン徳間ミュージック販売）
- 2012年
  - 8月 8日　SABER TIGER　マキシシングル『Hate Crime』（クラウン徳間ミュージック販売）
  - 10月10日　SABER TIGER　『Messiah Complex』（クラウン徳間ミュージック販売）
- 2015年
  - 7月　SABER TIGER　Official Bootleg『Messiah Complex Tour The Final 2013 SAPPORO』
  - 10月 2日　SABER TIGER 　国外初リリースCD・アメリカ版ベスト・アルバム『The Best Of』（Cleopatra Records）
  - 11月23日　SABER TIGER 『BYSTANDER EFFECT』（KJ-MUSIC RECORDS)
- 2017年
  - 3月　SABER TIGER　Official Bootleg『35th Anniversary special presents GAON act.1』
  - 4月14日　HELLVOICE HELLGUITAR 『HELL VOICE HELL GUITAR』（CAROUSELAMBRA）
- 2018年
  - 2月28日
    - SABER TIGER　『HALOS AND GLARE- The Complete Trilogy』（disk union）
    - SABER TIGER 『HALOS AND GLARE- Highlight Edition』（disk union）

  - 3月13日　SABER TIGER 全世界同時発売『BYSTANDER EFFECT- Expanded Edition』（SLIPTRICK RECORDS）
  - 4月25日　SABER TIGER 『LIVE: HALOS AND GLARE』 DVD＋2CD（disk union）
  - 10月 3日　SABER TIGER 『OBSCURE DIVERSITY-Deluxe Edition』（エッジトラックス）
  - 10月10日　SABER TIGER 『OBSCURE DIVERSITY』（国内/disk union：海外/SLIPTRICK RECORDS）
- 2019年
  - 3月13日　SABER TIGER 『DEVASTATION TRAIL: The Documentary 』 DVD＋CD（disk union）
  - 4月12日　HELLVOICE　HELLGUITAR　『RISE A NEW AGE』（CAROUSELAMBRA）
  - 11月13日　アコースティック　ソロ・アルバム『WAY OF LIFE』（ワルキューレ・レコード）
  - 12月18日　SABER TIGER　ミニアルバム『THE SHADE OF HOLY LIGHT』（disk union）
  - 12月18日　SABER TIGER 『MONEY』アナログ7インチEP＋CD（disk union）
- 2020年
  - 2月19日　SABER TIGER 『Live:OBSCURE DIVERSITY』2DVD＋2CD（disk union）
  - 5月13日　ソロ・アルバム『THE POWER OF REDEMPTION』（ワルキューレ・レコード）
  - 6月30日　HEllVOICE HELLGUITAR 『Memorable Songs』 （CAROUSELAMBRA）
- 2021年
  - 1月20日　SABER TIGER　『PARAGRAPH V』（ワルキューレ・レコード）
  - 9月 1日　岡山のライブハウス・CRAZYMAMA KINGDOM応援CD『KINGDOM STARS～FOR ALL CRAZYMAMA KINGDOM LOVERS!』作詞担当。ヴォーカル参加。
- 2022年
  - 9月1日　HEllVOICE HELLGUITAR 『Memorable Songs Live 2021』Blu-ray（CAROUSELAMBR

- 2023年
  - 12月1日　東京・高円寺の「ジャパメタBar・龍の隠れ家」十周年記念CD『龍吟虎嘯』　SABER TIGERの 『ROAR OF THE TIMES（龍吟虎吼』収録。
- 2024年
  - 5月　金沢のロックバー「ASH]の応援CD『GLOWING ASH BURNS ON』にヴォーカル参加。
  - 9月25日　SABER TIGER　『ELIMINATED』（ワルキューレ・レコード）